# Pod wierzbą
Pod wierzbą (duń. Under Piletræet) – baśń literacka autorstwa Hansa Christiana Andersena, wydana po raz pierwszy w Kopenhadze w 1852 roku.

## Publikacja
Andersenowska baśń literacka Pod wierzbą została po raz pierwszy opublikowana 30 listopada 1852 roku w Kopenhadze przez wydawnictwo C.A. Reitzel w antologii Opowieści. Zbiór drugi. 1853 (duń. Historier. Anden Samling. 1853). W katalogu dzieł Andersena autorstwa B.F. Nielsena baśń opatrzona jest numerem 620. Utwór został wznowiony za życia pisarza trzykrotnie: w 1853, 1855 i 1863 roku.
Miasta, w których toczy się akcja, zostały odwiedzone przez Andersena podczas jego podróży po Europie: Kjøge, Norymberga, Mediolan (La Scala). W Kopenhadze mieszkał.

## Polskie przekłady
Baśń została przetłumaczona na język polski:
- 1892 – Pod wierzbą: Wanda Młodnicka (tłum.): Fantastyczne opowieści. Lwów. Brak numerów stron w książce
- 1899 – Pod starą wierzbą: Cecylia Niewiadomska (tłum.): Baśnie. Warszawa. Brak numerów stron w książce
- 1901 – Pod wierzbą: Maria Glotz (tłum.): Nowe powieści czarodziejskie Andersena. T. 2. Warszawa. Brak numerów stron w książce
- 1931 – Pod wierzbą: Stefania Beylin (tłum.): Baśnie. Warszawa. Brak numerów stron w książce
- 2006 – Pod wierzbą: Bogusława Sochańska (tłum.): Baśnie i opowieści. Tom II 1852–1862. Poznań. s. 75–89. ISBN 978-83-7278-194-9. (z oryginału duńskiego)

## Fabuła
Streszczenia dokonano na podstawie wersji duńskiej.
Okolice Kjøge są dość równinne, miasto leży przy brzegu morskim. Mimo braku lasów i pięknych krajobrazów, miejscowi potrafią znaleźć coś uroczego w swoim otoczeniu. Na obrzeżach miasta, przy niewielkim strumieniu wpadającym do morza, leżą ubogie ogródki. Dwoje dzieci, Knud i Johanne, spędza tam czas na zabawie pod krzakami agrestu. W jednym ogrodzie rośnie krzak czarnego bzu, w drugim stara wierzba. To ich ulubione miejsce zabaw.
Choć wierzba stoi blisko wody, dzieci bawią się tam bezpiecznie. Knud boi się wody. Inne dzieci śmieją się z Knuda, ale wszystko się zmienia, gdy Johanne śni, że chłopiec wchodzi do morza i znika pod wodą. Od tego momentu Knud przestaje się wstydzić, że nie lubi wody, i z dumą powołuje się na sen Johanne. Rodziny dzieci często się spotykają, a dzieci bawią się razem w ogrodach i przy drodze z wierzbami. Choć te drzewa są brzydkie, stara wierzba w ogrodzie ma dla dzieci szczególną wartość.
W centrum Kjøge jest duży targ, gdzie w czasie jarmarku stoją namioty z różnymi towarami. W powietrzu czuć zapach mokrych chłopskich ubrań, ale i pysznych pierników. Sprzedawca pierników zatrzymuje się u rodziców Knuda i częstuje dzieci słodyczami. Co więcej, opowiada dzieciom historie, także o piernikach, które wypieka. Historia o piernikach w formie mężczyzny i kobiety, robi na dzieciach ogromne wrażenie i zapada im głęboko w pamięć. Cukiernik opowiada dzieciom historię o skrywanej miłości i wręcza im piernikowe postacie zakochanych. Johanne dostaje całego piernikowego mężczyznę, a Knud złamaną piernikową niewiastę.
Następnego dnia dzieci zabierają pierniki na cmentarz i ustawiają je w bluszczu na słońcu. Opowiadają historię innym dzieciom, które również są nią żywo zainteresowane. Jeden z chłopców ze złośliwości zjada złamaną dziewczynę, co wywołuje płacz pozostałych dzieci. Żeby mężczyzna nie został sam, dzieci zjadają również jego.
Knud i Johanne spędzają razem czas, śpiewają i bawią się na powietrzu. Johanne ma piękny głos, który podziwiają dorośli w Kjøge. Beztroski czas kończy się, gdy matka Johanne umiera, a ojciec planuje przeprowadzkę do Kopenhagi. Rodziny rozstają się ze łzami, a dzieci bardzo to przeżywają.
Knud trafia na naukę do szewca. Na Boże Narodzenie rodzina Knuda dostaje list z wiadomością, że Johanne śpiewa w teatrze i przesyła pozdrowienia. Knud zostaje czeladnikiem, rusza pieszo do Kopenhagi i marzy o spotkaniu z Johanne, której chce kupić pierścionek.
Ojciec Johanne przyjmuje go serdecznie. Macocha, choć obca, wita go podaniem ręki i częstuje kawą. Ojciec mówi, że Johanne będzie się cieszyć z wizyty i że jest z niej bardzo dumny. Knud podziwia pokój, ale widzi przede wszystkim Johanne, która wydaje mu się jeszcze piękniejsza niż kiedyś. Choć patrzy na niego obco, po chwili biegnie ku niemu, niemal chcąc go pocałować. Rozmawiają o dawnych czasach, o rodzicach Knuda i drzewach, którym Johanne przypisuje ludzkie cechy. Opowiada też o piernikach i ich skrytej miłości, co bardzo ją śmieszy, a Knuda wzrusza. Wieczór spędzają wspólnie, a Johanne czyta na głos, co porusza Knuda do głębi. Dziewczyna śpiewa pieśń, która brzmi jak opowieść prosto z jej serca i sprawia, że Knud płacze. Na koniec mówi mu, że ma dobre serce i żeby pozostał sobą. Ojciec Johanne prosi Knuda, by znów ich odwiedził i by nigdy o nich nie zapominał.
Każdego wieczoru po pracy Knud chodzi pod okno Johanne i widzi czasem jej cień. Żona mistrza gani Knuda za wieczorne spacery, ale mistrz się z tego śmieje. Knud postanawia wyznać Johanne miłość i poprosić, by została jego żoną. Johanne zaprasza go na środowy spektakl. Widzi ją na scenie, a później wyznaje jej uczucia, lecz Johanne mówi mu z żalem, że może być dla niego tylko siostrą. Johanne mówi Knudowi, że nie powinien się rozklejać z powodu jej wyjazdu i prosi go, by był mężczyzną. Przypomina mu ich wspólne dzieciństwo i prosi, by był rozsądny jak kiedyś pod wierzbą. Knud czuje się, jakby świat mu się zawalił, a jego myśli są jak nić porwana przez wiatr. Przy pożegnaniu Johanne nazywa go bratem, ściska jego dłoń i płacze.
Johanne odpływa do Francji, a Knud snuje się po ulicach Kopenhagi. Koledzy z warsztatu namawiają go na zabawę, więc idzie z nimi na potańcówkę. Choć są tam ładne dziewczyny, żadna nie dorównuje Johannie, o której wciąż myśli. Wstrząśnięty, wychodzi.
Na wiosnę Knud wyrusza do Francji. Wędruje pieszo przez Niemcy i zatrzymuje się dopiero w Norymberdze, która go urzeka. Znajduje dobrego mistrza, u którego pracuje i uczy się języka niemieckiego. Mieszka przy starym młynie, gdzie rośnie wielka wierzba przypominająca mu rodzinne strony.
Knud opuszcza Norymbergę, cierpiąc z miłości. Ukrywa swoje uczucia przed otoczeniem. Rozmyśla o historii z piernikami. Patrząc na Alpy, marzy o dniu sądu, gdy ziemia wzleci do Boga. Wędruje przez kraj, który wydaje mu się sadem, z dziewczętami pozdrawiającymi go z balkonów. Przy wodospadzie Renu wspomina młyn wodny z rodzinnego Kjøge. Choć chętnie zostałby nad Renem, rusza dalej, uciekając od wspomnień.
Przekracza góry, trafia na południe, do Italii. W Mediolanie znajduje kolejnego mistrza i zatrudnienie. Odnajduje spokój ducha, pilnie pracuje. Lubi mediolańską katedrę. Po trzech latach w La Scali rozpoznaje na scenie Johannę. Wykrzykuje jej imię, a mistrz potwierdza, że to ona. Johanna nie poznaje Knuda.
Mimo ostrzeżeń o srogiej zimie w górach, jak prawdziwy romantyczny kochanek, Knud wyrusza pieszo do Danii. Umiera pod przydrożną wierzbą z wyczerpania i zimna, śniąc o powrocie do domu i swej ukochanej.

## Galeria

Ilustracje baśni Pod wierzbą
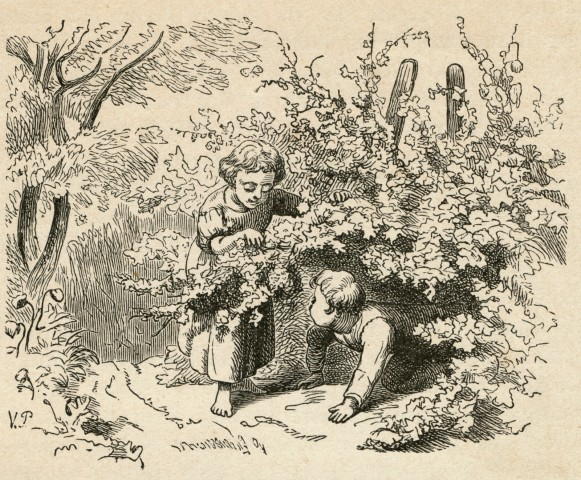
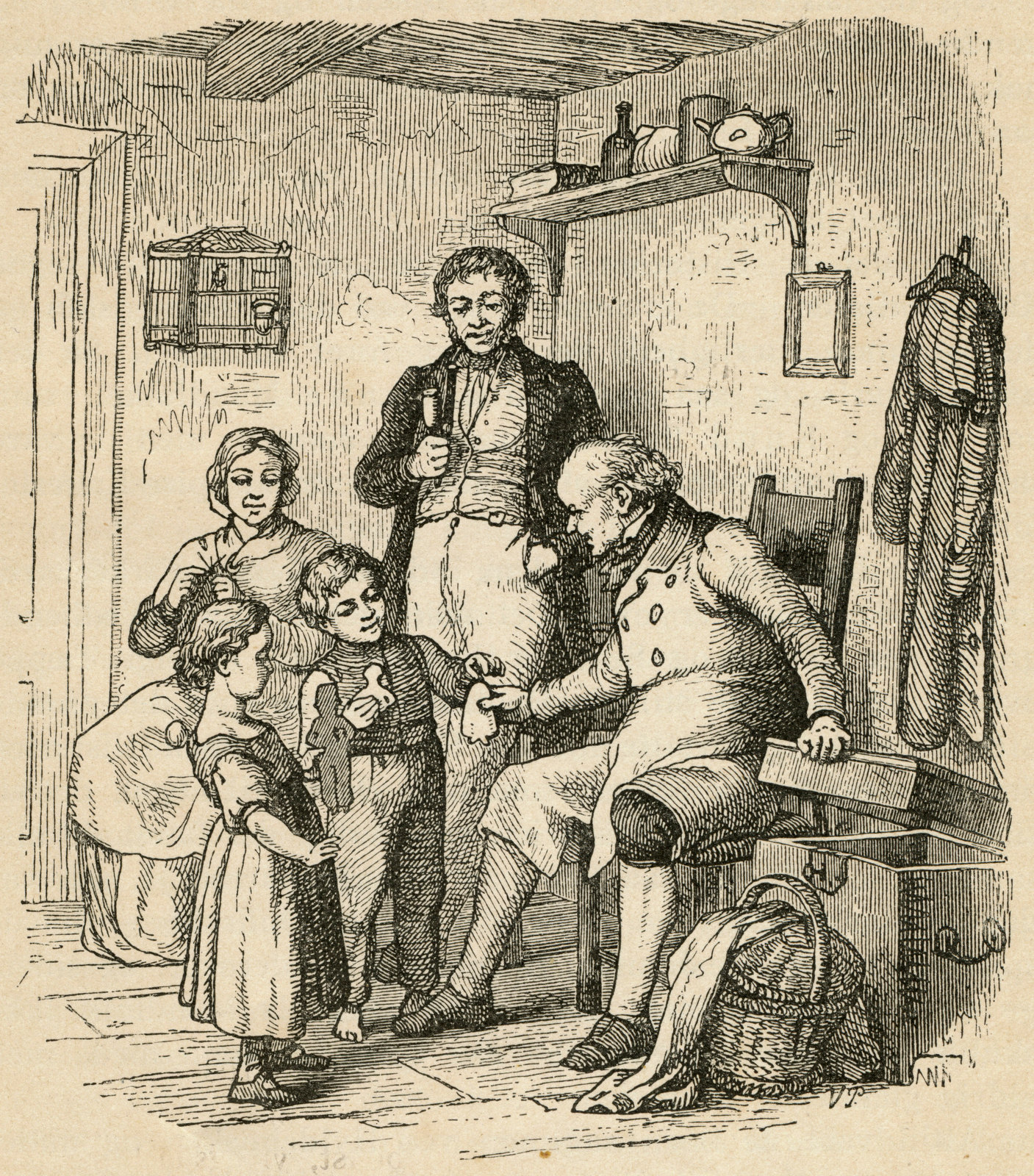
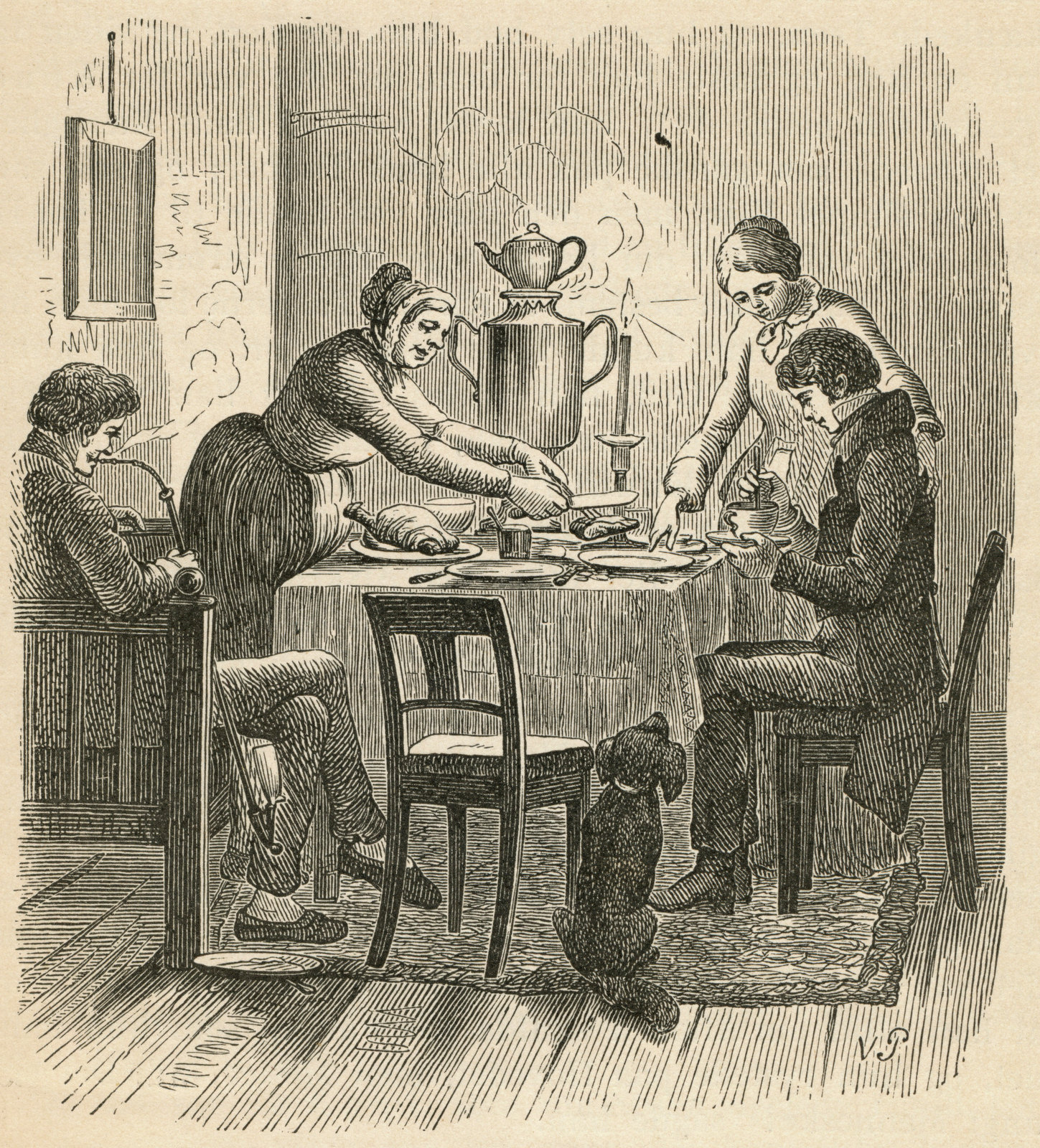
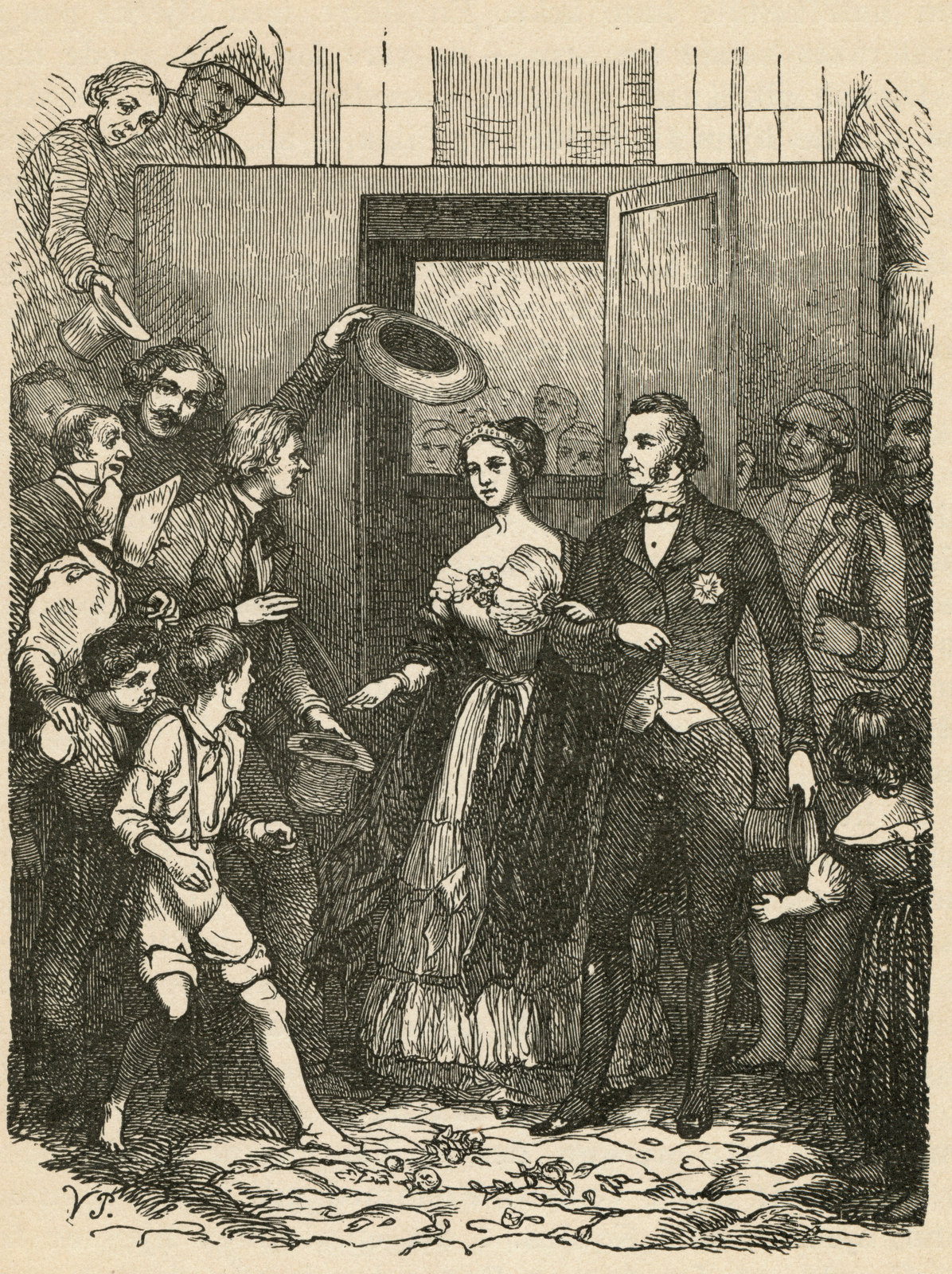
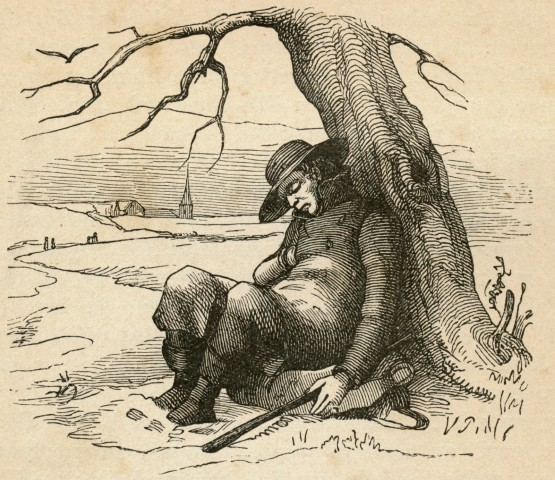